# Riva József
Riva József, születési nevén Riva József János (Pest, 1864. szeptember 28. – Budapest, 1938. november 14.) magyar építész.

## Élete

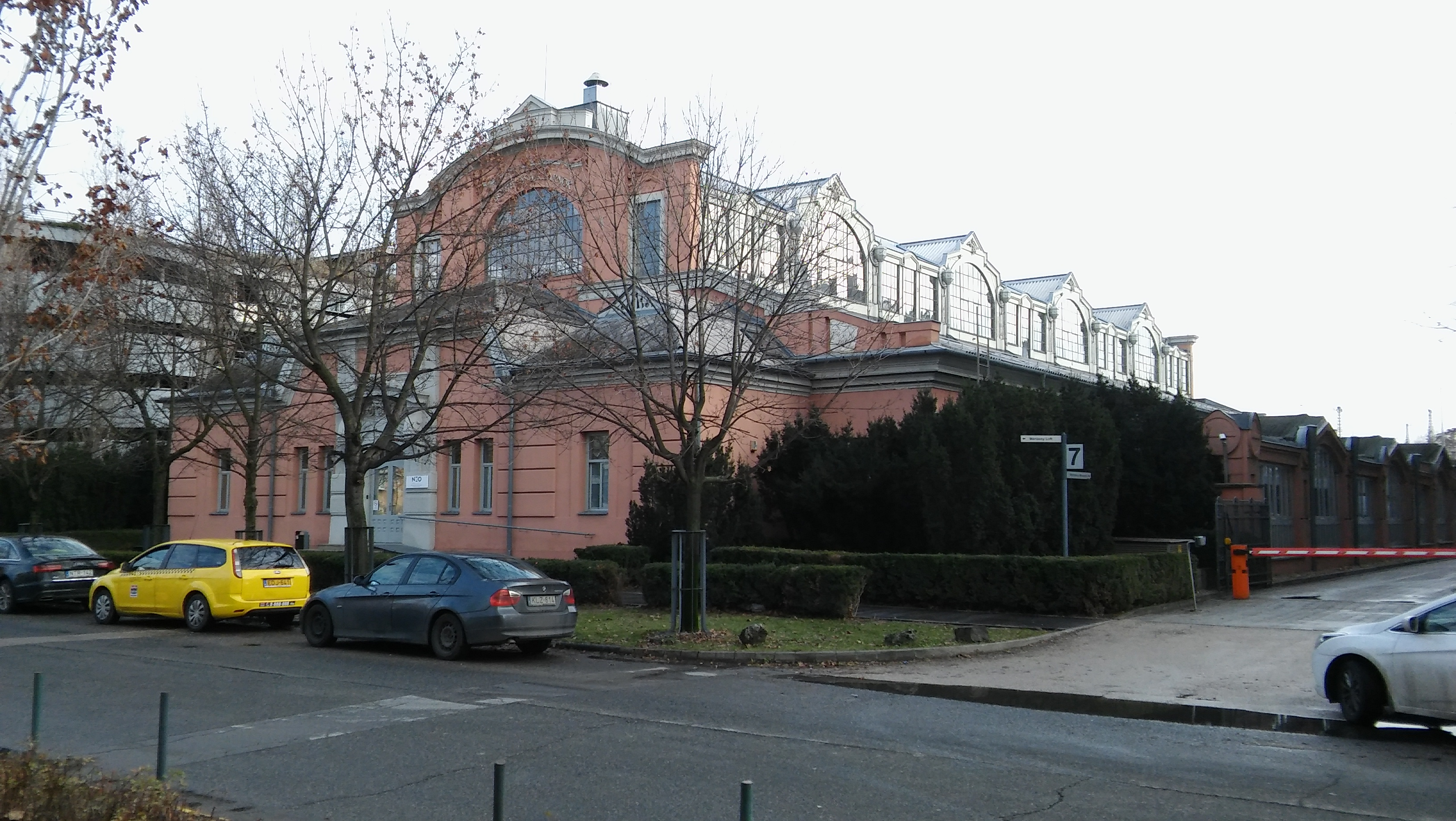
A felújított Borjúvásárcsarnok

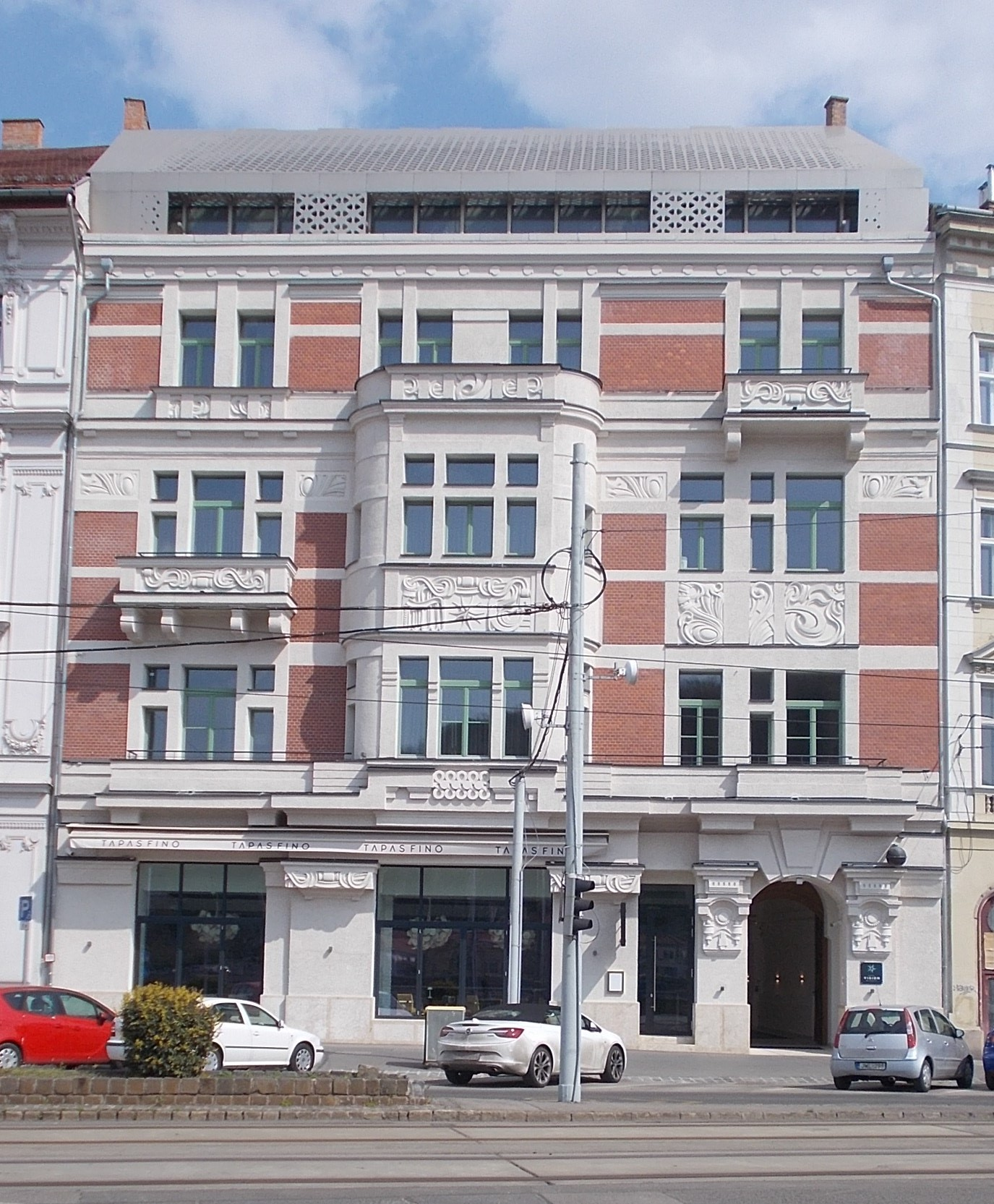
Belgrád rakpart 24.

Életéről kevés adat ismert. A 20. század elejétől jelenik meg a neve több épület tervezőjeként.
Riva József (1830–1890) kőműves, építési vállalkozó és Zimmermann Alojzia (1828–1887) fiaként született. Apja a Fejér vármegyei Gántról származott. Részt vett a Bárczy István-féle kislakás- és iskolaépítési programban. Ennek keretében egy 3 emeletes bérházat tervezett a Frangepán utcában, Angyalföldön. Nevezetes élelmiszeripari épülete volt az úgynevezett Borjúvásárcsarnok, amely Budapesti Marhaközvágóhíd közvetlen szomszédságában épült 1927-ben. A létesítmény ma már nem eredeti funkciójában működik: 2019-ben felújították, és azóta Máriássy-ház néven irodák vannak benne.
Felesége Schnackenburg Margit volt, Schackenburg Brunó magánmérnök, szabadalmi ügyintéző és Muska Anna lánya. Gyermekei ifj. Riva József (1896–1969) építészmérnök és Riva Margit.

## Ismert épületei
- 1901 k.: Laczkovics–Seidel bérház, Budapest, Király u. 18.[9][10]
- 1907: Heinrich Alajos bérháza, 1056 Budapest, Belgrád rkp. 24.[11][12]
- 1910–1911: kislakásos bérház, 1139 Budapest, Frangepán u. 4.[5][13]
- 1911: Heinrich Flóra bérháza, 1013 Budapest, Döbrentei tér 1.[14]
- 1927: Borjúvásárcsarnok (ma: Máriássy-ház), 1095 Budapest, Máriássy utca 5-7.[7] – 2019-ben felújították

Ő tervezte meg a Nádor-szálloda (Budapest, Vámház krt. 2.) teljes átépítését a 20. század elején.